# Malý potok (přítok Manětínského potoka)
Malý potok je drobný vodní tok v Rakovnické pahorkatině v okrese Plzeň-sever. Je dlouhý 6,2 km, plocha jeho povodí měří 26 km² a průměrný průtok v ústí je 0,11 m³/s.
Potok pramení v nadmořské výšce 575 m, asi jeden kilometr severně od vrcholu Lom a 1,2 km východně od vrcholu Velká mýť. Protéká lesnatou krajinou směrem na severovýchod. Jižně od Lipí teče přes Horní rybník a Dolní rybník a u osady Dolní Lipí přes další vodní nádrž. Pod ní se stáčí na sever a u Švandova mlýna přijímá drobný levostranný přítok Kačina. Na okraji Manětína napájí tamní koupaliště a vzápětí se zprava vlévá v nadmořské výšce 395 m do Manětínského potoka.